# Santa Fe Stampede
Pour plus de détails, voir Fiche technique et Distribution.
Santa Fe Stampede est un film américain réalisé par George Sherman, sorti en 1938.

## Synopsis
Dave Carson propose à ses amis Stony Brooke, Tucson Smith et Lullaby Joslin une part de sa mine d'or en échange de leur aide contre les agissements de Gil Byron, le maire corrompu de la ville voisine.

## Fiche technique
- Titre original : Santa Fe Stampede
- Réalisation : George Sherman
- Scénario : Luci Ward, Betty Burbridge, d'après des personnages créés par William Colt MacDonald
- Photographie : Reggie Lanning
- Montage : Tony Martinelli
- Musique : William Lava, Cy Feuer
- Production associée : William Berke
- Société de production : Republic Pictures
- Société de distribution : Republic Pictures
- Pays de production :  États-Unis
- Langue originale : anglais
- Format : noir et blanc — 35 mm — 1,37:1 — son Mono (RCA "High Fidelity" Recording)
- Genre : Western
- Durée : 55 minutes
- Date de sortie :
  - États-Unis : 18 novembre 1938

## Distribution
- John Wayne : Stony Brooke
- Ray Corrigan : Tucson Smith
- Max Terhune : Lullaby Joslin
- June Martel (en) : Nancy Carson
- William Farnum : Dave Carson
- LeRoy Mason : Gil Byron, le maire
- Martin Spellman : Billy Carson
- Genee Hall : Julie Jane Carson
- Walter Wills : Harris
- Ferris Taylor : Juge Henry J. Hixon
- Tom London : Shérif Jim Wood
- Dick Rush : Shérif Tom
- James Cassidy : Jed Newton
- Bud Osborne : Mac

## Autour du film
- John Wayne joua dans huit de cette série de 51 films regroupés sous le logo The Three Mesquiteers.